# Hegesíanax
|  | Per a altres significats, vegeu «Hegesíanax (desambiguació)». |

Hegesíanax (grec antic: Ἡγησιάναξ), fill de Diògenes, fou un polític i escriptor de l'antiga Grècia. Era natural d'Alexandria de la Tròada, i va viure entre els segles iii i ii aC. Va destacar com a ambaixador del rei selèucida Antíoc III el Gran, i va ser autor d'una obra d'historiografia i també de composicions poètiques.
La natura polifacètica del personatge ha portat a molts d'autors al llarg de la història de distingir entre diversos Hegesíanax. Resulta més raonable, però, considerar-los tots un mateix personatge, sobretot tenint en compte que hi ha testimonis antics que suggereixen aquesta identificació.
D'entrada, els historiadors antics (Polibi, Livi, Diodor i Apià) indiquen que Hegesíanax va ser un dels ambaixadors selèucides que l'any 196 aC varen rebre els deu comissionats romans que havia enviat el senat per fixar el futur de Grècia després de la derrota del rei Filip V a la Segona Guerra Macedònica. De nou, el 193 aC fou ambaixador del rei Antíoc a Roma per negociar la renúncia dels selèucides a totes les ciutats d'Europa, una petició que Hegesíanax i els seus col·legues no varen poder acceptar.
La connexió d'aquest diplomàtic amb l'escriptor, que suggereix que es tracta del mateix personatge, ve gràcies a un passatge de Demetri d'Escepsis preservat per Ateneu, on diu que Hegesíanax era amic d'Antíoc, que recitava les seves obres durant els banquets i que era un dels seus favorits. La Suda, per la seva banda, indica que Hegesíanax va ser un gramàtic que va escriure una petita obra sobre de Demòcrit i una altra sobre el discurs poètic, de les quals no es conserva res. En canvi, Plutarc cita en diverses ocasions els versos d'un Agesíanax, procedents d'una obra astronòmica en vers anomenada Fenòmens (similar als Fenòmens d'Arat), que els estudiosos moderns consideren el mateix que Hegesíanax, atès que aquesta mateixa obra se li atribueix en la Vida d'Arat i en les Astronòmiques d'Higí. Finalment, la identificació d'Hegesíanax amb l'historiador (o mitògraf) del mateix nom és confirmada pel mateix passatge de Demetri, en què parla de l'obra poètica d'Hegesíanax, "el que va escriure històries".
Respecte de l'obra en prosa d'Hegesíanax (anomenada ara Τρωικά 'Troianes', ara Ἱστορίαι 'Històries'), no és clar si ha de ser qualificada com a historiogràfica, mitològica o com a novel·la. Segons Wendland, a l'època hel·lenística la manera d'explicar mitologia havia canviat: mentre que, a l'època arcaica, el mitjà més habitual era el del poema èpic, en època hel·lenística, la finalitat de la poesia èpica era més el lluïment i la recerca de la bellesa poètica, de manera que, si l'objectiu era la transmissió d'un relat mític, la forma més adient era el del relat prosaic, predecessor de la novel·la, seguint el gènere literari de Melisseu[WD] i el Pseudo-Amelesàgores, i posteriorment els més coneguts Dares Frigi i el Dictis de Creta. Així doncs, Hegesíanax va publicar la seva obra sota la ficció que el relat mitològic no era obra seva, sinó que ell solament publicava el text d'un autor molt més antic, anomenat Cefaló i natural de Gergis, a la Tròada. Segons Jacoby, sota la pseudoautoria de Cefaló només era publicat el relat mític, mentre que la part més recent i més històrica Hegesíanax l'explicava sota la seva autoria.
Entre els autors que utilitzaren les Històries d'Hegesíanax hi ha, a més de Demetri d'Escepsis, Estrabó, Dionisi d'Halicarnàs, Parteni de Nicea, Pompeu Fest, Pau Orosi i Estèfan de Bizanci, de manera que el text podria haver sobreviscut fins a una època força tardana. Els fragments preservats, en paràfrasi o citació directa, parlen de l'arribada de Dàrdan a la Tròada, del romanç de Paris i Enone, i de la versió del mite d'Eneas segons la qual l'heroi va morir a Tràcia i el fundador de Roma (i Càpua) va ser el seu fill, Romos o Ròmil (anàleg de Ròmul).